# Liza parmata
Liza parmata és un peix teleosti de la família dels mugílids i de l'ordre dels perciformes.

## Morfologia
Pot arribar als 30 cm de llargària total.

## Distribució geogràfica
Es troba a les costes del Pacífic occidental (des del sud de la Mar de la Xina Meridional fins a Indonèsia i Nova Guinea).